# Fairytale (песма)
Fairytale (прев. Бајка) песма је коју изводи норвешки певач Александер Рибак. Ова песма је представљала Норвешку на Песми Евровизије 2009 и освојила је прво место са 387 освојених поена, оборивши тада рекорд са највећим бројем поена. Истовремено, представља први сингл са Рибаковог дебитантског истоименог албума Fairytales.

## Писање и инспирација
У фебруару 2009. године, након што је било познато да ће учестововати на Песми Евровизије, норвешки медији су известили да се у песми Fairytale говори о Рибаковој бившој девојци Ингрид Берг Мехус, коју је упознао путем на музичком институту Барат Дуе (норв. Barratt Due musikkinstitutt) у Ослу. Александер Рибак је касније потврдио ове наводе. На конференцији за штампу у мају 2009. године открио је да је инспирација за песму дошла од Хулдре, прелепог женског бића из нордијске митологије, која мами младиће и може их проклети заувек. Руска верзија песме, која је такође објављена, носи назив Сказка.

## Песма Евровизије 2009.
Песма је изабрана као представник своје земље на норвешком фестивалу Мелоди Гранд При 21. фебруара 2009. године, освојивши први пласман са највећом разликом у историји такмичења. Друго полуфинално вече је одржано 14. маја 2009. године, где се Fairytale такмичила против осамнаест других песама и као првопласирана са укупно 201 поеном, прошла даље у финале. Финале је одржано 16. маја текуће године и Александер Рибак је победио са освојених 387 поена – новим рекордом на Песми Евровизије. То је била трећа победа Норвешке на Песми Евровизије.
Главни плесачи који су наступали на бини са Александром Рибаком на Песми Евровизије, Сигбјорн Руа, Торкјел Лунде Боршеим и Халгрим Хансегард, долазе из норвешког плесног ансамбла Фрикар, и извели су норвешки народни плес халинг.
Пратећи вокали, Јорун Хауге и Каријане Кјарнер носиле су дугачке розе хаљине дизајниране од стране норвешког дизајнера Леиле Хафзи. носиле су дуге розе хаљине, креацију норвешке дизајнерке Лејле Хафзи.

### Музички видео
Први званични музички видео за песму, који је коришћен за представљање песме пре финала Песме Евровизије, био је наступ Александра Рибака на фестивалу Мелоди Гранд При 2009. године у Норвешкој. Снимљен је затим и новији видео, спот за песму у коме Александер Рибак свира виолину и истовремено пева, плесачи га прате, док се позадина повремено мења из белог у црно.
Видео снимак његовог наступа у финалу Песме Евровизије изабран је од стране Јутјуба као један од својих 31 најзапамћенијих видео снимака у 2009. години.

### Рекорд
Песма Fairytale је оборила низ рекорда. На Мелоди Гранд При-ју је остварила најубедљивију победу у историји овог такмичења, освојивши укупно 747.888 гласова од публике и жирија. Придобила је преко 600.000 гласова више од другопласиране песме.